# Соседки
Соседки (укр. Сусідки) — село,
Нестеренковский сельский совет,
Полтавский район,
Полтавская область,
Украина.
Код КОАТУУ — 5324083715. Население по переписи 2001 года составляло 39 человек.

## Географическое положение
Село Соседки находится на расстоянии в 1,5 км от сёл Нестеренки, Ступки и Березовка.
Рядом проходит автомобильная дорога Т-1707.